# Karol Galle
Karol Henryk Galle (ur. 1782, zm. 20 stycznia 1829 w Warszawie), architekt polski.

## Życiorys
Studiował w Akademii Sztuk Pięknych w Berlinie. W latach 1810–1816 był budowniczym przy Ministerium i Komisji Rządowej Przychodów i Skarbu, w 1811 uczestniczył w pracach przy budowie twierdzy Modlin. Od 1816 był budowniczym miasta Warszawy. Zmarł wskutek wypadku (wypadł z sanek).
Reprezentował styl klasycystyczny. Projektował wiele budynków warszawskich, m.in. Hotel Lipski przy ulicy Bielańskiej oraz własny pałacyk na rogu ulic Żytniej i Żelaznej. Realizował także projekty innych, kierował przebudową Pałacu Namiestnikowskiego oraz budową pałacu Petyskusa przy ulicy Wierzbowej (według projektu Christiana Aignera).
W styczniu 1829 roku w prasie Warszawskiej ukazała się notatka o wypadku, który zakończył życie Karola Galle: "Nieszczęśliwy przypadek wczoraj przerwał dni ś. p. WJP. Karóla Galle Budowniczego; powoził się małemi sankami, gdy doieżdżając do fabryki Kobierców na Solcu, koń rozbiegł się, sanki się przewróciły, ś. p. Galle wypadł i tamże na mieyscu zakończył życie."

## Źródła
- Stanisław Herbst, Karol Galle w Polski Słownik Biograficzny, tom VII, 1948-1958